# هاري ويلسون (رجل أعمال)
هاري ويلسون (بالإنجليزية: Harry Wilson)‏ هو شخصية أعمال أمريكي، ولد في 25 أكتوبر 1971 في جونستاون في الولايات المتحدة.